# Whataboutism
Whataboutism oder Whataboutismus (von englisch What about …? „Was ist mit …?“, und -ism „-ismus“) ist ein rhetorisches Verfahren, das eine Kritik durch den Verweis auf andere Missstände relativiert oder vom eigentlichen Thema ablenkt. Diese Technik wird häufig verwendet, um unangenehme Fragen oder Vorwürfe zu umgehen, indem man stattdessen auf vermeintliche oder tatsächliche Verfehlungen anderer verweist. Eine kritische Frage oder ein kritisches Argument wird nicht beantwortet oder erörtert, sondern mit einer kritischen Gegenfrage erwidert. Die Gegenfrage kann zu einem anderen Sachthema wechseln oder als Ad-hominem-Argument die angesprochene Person angreifen und diskreditieren. Philosophisch ist Whataboutism eine holistische Antwort auf ein reduktionistisches Argument und an sich weder diskriminierend noch abwertend.
Whataboutism wird unter logischem und argumentativem Gesichtspunkt als Ausprägung des Tu-quoque-Musters eingeordnet (lat. ‚du auch‘, Bezeichnung für einen Gegenvorwurf), wonach das eigene unlautere Verhalten durch die Unlauterkeit des anderen entschuldigt wird. Der Vorwurf an den Gesprächspartner, Whataboutism zu betreiben, kann auch selbst manipulativer Natur sein und der Diskreditierung dienen. Für den Ausgangspunkt des Gesprächs können von vornherein kritische talking points selektiv und zielgerichtet eingesetzt werden (vgl. Agenda Setting, Framing, Framing Effect, Priming, Cherry picking), die Abweichung von ihnen wird dann als Whataboutism gebrandmarkt.
Verwandte Manipulationstechniken im Sinne eines rhetorischen Ausweichmanövers sind der Themenwechsel und die Falsche Ausgewogenheit (bothsideism). Whataboutism und der Vorwurf, diesen zu betreiben, sind beides Formen des strategischen Framings und haben einen Framing-Effekt.

## Beispiel
A: „Wir müssen auch in Europa einen Beitrag zur Klimarettung leisten.“
B: „Solange andere Kontinente unkontrolliert CO2-Emissionen produzieren, bringt es auch nichts, wenn wir uns in Europa damit befassen.“
In dem Beispiel ist die Äußerung A das Ausgangsargument, B ist eine Entgegnung entsprechend der Technik des Whataboutism.

## Logischer Fehlschluss und rhetorisches Mittel
Das Ziel des als rhetorischen Mittels eingesetzten Verfahrens ist oft, aber nicht immer, die Position des Gegners zu diskreditieren, ohne seine Argumente zu widerlegen. Als klassisches und zum Sprichwort gewordenes Beispiel des Whataboutism gilt der in der Sowjetunion als Erwiderung auf Kritik am Sozialismus häufig geäußerte Satz „Und in Amerika lynchen sie Schwarze“.
Durch diese Art der Entgegnung bleibt der Gesprächspartner B die sachliche Antwort auf die vorgehaltene Kritik von A schuldig, kann dadurch aber auch die Korrektheit der Vorwürfe direkt oder indirekt eingestehen. Die oft vorwurfsvoll geäußerte Frage „Und was ist mit …?“ spricht dem Kritiker A in der Regel nicht die sachliche Korrektheit, sondern in erster Linie die moralische Berechtigung zu seiner Kritik ab.
Erster Vorwurf und der Gegenvorwurf „Und was ist mit …?“ verlagern das Thema von der Inhalts- auf die Beziehungsebene, zu ethischen und politischen Aspekten des Themas, A und B versuchen jeweils von sich aus das Gespräch zu organisieren und dabei Themen zu priorisieren und zu hierarchisieren. Insofern ist eine rein sachlogische Betrachtung („B ist nicht auf die kritische Aussage von A eingegangen“) nicht angemessen, um die Kommunikation und die soziale Beziehung zwischen A und B im Ganzen zu beurteilen.

## Geschichte der Verwendung
Der Begriff entstand laut dem Lexikographen Ben Zimmer 1974 in Nordirland. und wurde in den 1970er Jahren in den USA als sowjetkritischer Topos verwendet. Ursprünglich bezeichnete er den als polemisch beurteilten Umgang der Sowjetunion mit westlicher Kritik. Nach der Definition des Oxford Living Dictionary ist Whataboutism „die Technik oder Praxis, auf eine Anschuldigung oder eine schwierige Frage mit einer Gegenfrage zu antworten oder ein anderes Thema aufzugreifen“. Der Begriff ist synonym zu dem Begriff whataboutery, der in den 1970er Jahren aufkam. Er wird auch in deutschsprachigen Artikeln verwendet.

### Nordirland
Eine frühe Verwendung findet sich in einem Leserbrief eines gewissen Sean O’Conaills in The Irish Times. O'Connaill beklagte sich über „die Whatabouts“, womit er Menschen meinte, die Fehler der IRA verteidigten, indem sie auf Verfehlungen der Briten wie am Blutsonntag hinwiesen. Drei Tage danach nahm John Healy Bezug auf O’Conaill und benutzte den Begriff „Whataboutery“. Diese Austausch wurde von Ben Zimmer als früheste Verwendung des Ausdrucks ermittelt.
1978 wandte der Australier Michael Bernard in The Age den Begriff Whataboutism auf die Taktik der Sowjetunion an, jegliche Kritik an ihren Menschenrechtsverletzungen abzulenken.

### Kalter Krieg
Zimmer sieht in Edward Lucas den Urheber der regelmäßigen Verwendung des Wortes Whataboutism, nachdem es in einem russlandkritischen Blogpost am 29. Oktober 2007 aufgetaucht war. 2008 wurde es durch einen einschlägigen Artikel des The Economist über Whataboutism populär gemacht. Lucas schrieb in dem Artikel Whataboutism als Propaganda-Taktik Russland zu und hielt den neuerlichen Gebrauch des Ausdrucks für ein Zeichen der Wiederkehr des Kalten Krieges und der Mentalität der Sowjetzeit bei Russlands derzeitiger Regierung. Dieses taktische Verfahren wurde seinerzeit der Sowjetunion für ihren Umgang mit Kritik aus der westlichen Welt vorgehalten. Diese Verwendung des Begriffs seit dem Kalten Krieg wurde mehrfach dargestellt und auch systematisch analysiert.

### Russland heute
Im modernen Russland, speziell im Zusammenhang mit dem Vorwurf von Menschenrechtsverletzungen und anderer Kritik an der russischen Regierung, lebte die Praxis des Whataboutism wieder auf. Hinweise auf Menschenrechtsverletzungen in Russland wurden mit Hinweisen auf Verbrechen im Gefangenenlager Guantanamo durch die USA gekontert, die Krim-Annexion wurde mit der militärischen Konfliktlösung im Kosovo gleichgesetzt.
Whataboutism wird auch mit sogenannten „aktiven Maßnahmen“ kombiniert. Miriam Elder von The Guardian erörterte, wie diese Taktik insbesondere von der Regierung Wladimir Putins und seinen Sprechern angewendet wurde, womit die meiste Kritik an Menschenrechtsverletzungen in der Regel unbeantwortet blieb. Im Juli 2012 schrieb Konstantin von Eggert, ein Kolumnist bei RIA Novosti, einen Artikel über die Verwendung von Whataboutism in Bezug auf die russische und amerikanische Unterstützung für verschiedene Regierungen im Nahen Osten.
In Euromaidanpress veröffentlichte Alex Leonor eine ausführliche Analyse der russischen Propaganda mit einer Vielzahl von Beispielen.
Bei einem Interview Wladimir Putins mit NBC im Sommer 2021 musste jener sich mehrfach unterbrechen lassen und anhören, dass dieser Diskussionstrick Whataboutismus genannt werde.
Ein CNN-Reporter fragte eine russische Pressesprecherin wiederholt, ob der Angriff Russlands auf die Ukraine nicht eine „Verletzung internationalen Rechts“ ist. Sie antwortete stereotyp mit der Gegenfrage, ob der Einmarsch der USA im Irak nicht ebenso eine Verletzung internationalen Rechts sei.

### Vergleich mit dem Zarenreich
Joshua Keating stellte 2014 anhand des Buches über den Krimkrieg von Orlando Figes das Phänomen des Whataboutism in den größeren Kontext der russischen Geschichte seit jener Zeit und fand Übereinstimmungen zeitgenössischer Äußerungen mit denen Wladimir Putins während der Annexion der Krim 2014. Schon im Vorfeld des Krimkriegs wollte Zar Nikolaus I. aus religiösen und geopolitischen Erwägungen Krieg gegen das Osmanische Reich führen; die europäischen Mächte Frankreich und Großbritannien verfolgten indes ihre eigenen, durchaus eigennützigen Partikularinteressen, was schließlich in einen kriegerischen Konflikt mündete, der einen Vorgeschmack auf die folgenden, industriell geprägten Abnutzungskriege des 20. Jahrhunderts liefern sollte.
Der Ärger des Zaren über die nicht vorhergesehene Konfrontation mit den Westmächten wurde vom Panslawisten Michail Pogodin bestärkt, indem er die vermeintliche Doppelmoral der europäischen Kolonialmächte kritisierte, die ihnen erlaube, Kriege zu führen und Länder zu besetzen, während dies Russland wiederum untersagt sei (wobei anzumerken ist, dass Russland währenddessen in Mittel- und Ostasien weiter kräftig expandierte).

### Kritik an „Russophobie“
Die Praxis, Whataboutism als typisch russisch oder sowjetisch zu kennzeichnen, wird teilweise als russophob zurückgewiesen. Glenn Diesen hält diesen Gebrauch für einen Versuch, die Politik Russlands zu delegitimieren. Schon 1985 habe Ronald Reagan das Konstrukt eines „falschen ethischen Gleichgewichts“ eingeführt, um jeden Versuch des Vergleichs zwischen den USA und anderen Ländern zu „denunzieren“. Jeane Kirckpatrick habe 1986 in ihrer Schrift Der Mythos der moralischen Äquivalenz im Whataboutism der Sowjetunion den Versuch gesehen, sich über moralische Argumentationen gegenüber den USA als gleichberechtigte legitime Supermacht darzustellen. Der Vergleich sei prinzipiell nicht statthaft, da es nur eine legitime Supermacht gebe, die USA, und diese nicht für Machtinteressen einstehe, sondern für Werte. Glenn Diesen sieht in dieser Interpretation Jeane Kirkpatricks ein Framing der amerikanischen Politik, das das  Ziel verfolge, das Verhältnis von Ländern zueinander analog zu einem Lehrer-Schüler-Verhältnis zu definieren, wobei im politischen Rahmen die USA der Lehrer sei. Kirkpatrick berief sich auf Harold Lasswells Verständnis der Durchsetzung eines ideologischen Rahmens mithilfe politischer Dominanz, um die semantischen Manipulationen der Sowjetunion zu analysieren. Jedes Land versuche, so Lasswell, seinen Deutungsrahmen durchzusetzen, auch mithilfe von Revolution und Krieg. Für Kirkpatrick sind diese Deutungsrahmen aber nicht gleichwertig.

## Allgemeine Verwendung als Propagandamethode
Das Verfahren ist nicht auf die politische oder speziell russlandkritische Verwendung beschränkt, auch wenn die Bezeichnung eher in russlandkritischen Kontexten benutzt wurde. Bereits 1938 war die Technik von der nationalsozialistischen Presse verwendet worden. Nach der Reichspogromnacht schrieb die Oesterreichische Volks-Zeitung als Schlagzeile am 12. November 1938: „Londoner Hetze wegen Glasscherben. Aber kein Wort über zerstörte Araberdörfer! Wieder empörende Anpöbelungen in der jüdischen ‚Weltpresse‘.“
„Wenn der Papst den Syrer Assad kritisiert, könnte Assad einfach sagen: ‚Und was ist mit den pädophilen Priestern?‘ Als Oskar Lafontaine auf die Mauertoten angesprochen wurde, stellte er die Gegenfrage: ‚Was ist mit den Toten im Mittelmeer?‘“ Auch im US-amerikanischen Wahlkampf von 2016 fanden sich viele Beispiele. Besonders Donald Trump wurde von seinen Kritikern vorgehalten, Whataboutism zu betreiben. Alan Cassidy schrieb im direkten Vergleich von Trump mit Wladimir Putin allerdings davon, dass Putin den Whataboutismus „perfektioniert“ habe. Im Interview mit dem ORF im Juni 2018 wies auch die russische Nowaja gaseta darauf hin, dass Putin auf vier Kernfragen mit Gegenvergleichen („auf seine Weise“) geantwortet hatte. Im Unterschied zu einem defensiven Vergleich handle es sich bei Putin und anderen um einen Gegenangriff, konstatierte Harald Martenstein bereits 2016.

## Einschränkungen der Kritik

### Im Kontext angemessene Reaktion
Schon Edward Lucas selbst wies darauf hin, dass Whataboutism „keine schlechte Taktik“ ist, wenn sie nicht wie im Falle der Sowjetunion übertrieben werde. „Jede Kritik muss in einen geschichtlichen und geografischen Kontext gesetzt werden. Ein Land, das die meisten seiner furchtbaren Probleme gelöst hat, verdient Lob und sollte nicht für die übrig gebliebenen Probleme verbal fertig gemacht werden. Auf ähnliche Weise kann ein Verhalten, das an internationalen Standards gemessen unvollkommen sein mag, in einer bestimmten Umgebung ziemlich gut sein.“ Demgemäß sei, so Lucas, die Zurückweisung einer als ungerecht empfundener Kritik durch den Hinweis auf Schwächen der anderen Seite, die diese Kritik zur Herabsetzung benutzt, eine verständliche und sinnvolle Reaktion.

### Verzerrte Selbstwahrnehmung
Christian Christensen, Professor für Journalismus in Stockholm, macht deutlich, dass der kritische Vorwurf des Whataboutismus auch ein Ausdruck davon sein kann, dass man die eigenen Fehler in verzerrter Selbstwahrnehmung als geringerwertig empfindet, dass man also doppelte Standards zugrunde legt. So erscheine die Handlung des Gegners etwa als verbotene Folter, die eigenen Maßnahmen als „erweiterte Verhörmethoden“, die Gewalt des anderen als Aggression, die eigene lediglich als Reaktion, präventiv oder präemptiv. Christensen sieht sogar einen Nutzen im Gebrauch des Arguments: „Die sogenannten ‘whataboutists’ stellen das bisher nicht in Frage Gestellte infrage und bringen Widersprüche, Doppelstandards und Heuchelei ans Tageslicht. Das ist keine naive Rechtfertigung oder Rationalisierung […], es ist die Herausforderung, über die (manchmal schmerzhafte) Wahrheit unserer Stellung in der Welt kritisch nachzudenken.“

### Mangelnde Aufrichtigkeit
In seiner Analyse von Whataboutism kommt Logik-Professor Axel Barceló von der UNAM zu dem Schluss, dass der Gegenvorwurf oft den gerechtfertigten Verdacht ausdrücke, dass die Kritik nicht der wirklichen Position und den wahren Gründen des Kritikers entspreche.

### Willkür
Abe Greenwald wies darauf hin, dass schon der erste Vorwurf, der zum Gegenvorwurf führt, eine willkürliche Setzung bedeutet, die genauso einseitig und voreingenommen sein kann oder sogar einseitiger als die Gegenfrage „what about?“ Der Whataboutism könne also auch aufklärend wirken und den ersten Vorwurf ins richtige Licht setzen.

### Idealisierung
In ihrer Analyse des Whataboutism im US-Präsidentschaftswahlkampf stellt Catherine Putz 2016 in The Diplomat Magazine fest, das Kernproblem sei, dass dieses rhetorische Mittel die Diskussion von Streitfragen eines Landes ausschließe (z. B. Bürgerrechte vonseiten der USA), wenn dieses Land in diesem Bereich nicht perfekt sei. Es erfordere standardmäßig, dass ein Land gegenüber anderen Ländern nur für diejenigen Ideale plädieren dürfe, bei denen es die höchste Perfektion erreicht habe. Das Problem mit Idealen sei, dass wir sie als menschliche Wesen selten erreichten. Die Ideale seien aber weiterhin wichtig, und die USA sollten weiterhin dafür eintreten: „Die Botschaft ist wichtig, nicht der Botschafter.“

### Schutzmechanismus
Die medienwissenschaftliche Publizistin Gina Schad sieht in der Charakterisierung von Gegenvorwürfen als „Whataboutism“ einen Mangel an kommunikativer Kompetenz, insofern durch diesen Vorwurf Diskussionen abgeschnitten werden. Der Vorwurf an andere, Whataboutism zu betreiben, werde auch als ideologischer Schutzmechanismus eingesetzt, der zu „Verschließungen und Echokammern“ führe. Der Hinweis auf „Whataboutism“ wirkt als „Diskussionsstopper“, „um eine bestimmte Diskurs- und Deutungshegemonie abzusichern“.

## Whataboutism, Sprichwörter und Gleichnisse
Die Äußerung von Jesus „Wer ohne Schuld ist, werfe den ersten Stein“ (Johannes 8, 7), das ähnliche Gleichnis vom Balken im Auge (Matthäus 7,3) und daran angelehnte Sprichwörter wie „Wer im Glashaus sitzt, soll nicht mit Steinen werfen“ werden manchmal mit Whataboutism verglichen. Den Unterschied sieht der Philosoph Nigel Warburton darin, dass der Standpunkt in der Bibel und in den Sprichwörtern ein anderer sei als in der Politik. Jesus sei im Recht, den Sünder an seine eigene Schuld zu erinnern, denn er selbst habe keine Schuld, er stehe auf der Seite des Guten. Zwar könne auch ein Übeltäter manchmal im Recht sein, indem er auf einen tatsächlichen Mangel hinweist, dies ändere aber nichts prinzipiell an dem Unterschied.
Die „Whataboutery“-Methode scheint auf der falschen Annahme zu beruhen, dass ein Fehlverhalten abgemildert wird, wenn andere etwas Ähnliches getan haben, und auf dem Gefühl, dass die Ankläger unschuldig an dem Verbrechen sein müssen, dessen sie andere beschuldigen. „Du denkst, dass ich etwas Schreckliches tue, also sieh dich um und sieh dir all die anderen an, die das Gleiche tun wie ich. Außerdem hast du keine glaubwürdige Position, von der aus du mich angreifen könntest.“ Im besten Fall ist das nur eine eigennützige Rationalisierung, aber als taktischer Schachzug kann es funktionieren.